# Henk van der Zwan
Henk Ary Christiaan (Henk) van der Zwan (Leeuwarden, 20 mei 1956) is een Nederlands ambassadeur. Hij diende in deze functie in verschillende landen, en is sinds 2020 ambassadeur van Nederland in Suriname.

## Biografie
Van der Zwan behaalde zijn bachelortitel in 1975 aan de Europese School in Luxemburg en studeerde in 1984 af in rechten aan de Universiteit Leiden. Het jaar erop trad hij in dienst van het Nederlandse ministerie van Buitenlandse Zaken. Hier werkte hij bij verschillende directies, evenals op missies in Tunis en Brussel. Van 2002 tot 2006 was hij algemeen secretaris van koningin Beatrix.
In 2006 trad hij aan als ambassadeur in Tallinn (Estland). In 2010 keerde hij terug naar Den Haag waar hij verschillende functies bekleedde op het ministerie. Vervolgens was hij van 2016 tot 2020 ambassadeur in Ottawa (Canada).
Nadat Nederland sinds 2017 geen ambassadeur meer had in Suriname, werden de relaties direct na de verkiezingen van 2020 opgestart. De benoeming van Van der Zwan tot nieuwe ambassadeur in Suriname kwam formeel op 16 november 2020 rond. Op 10 februari 2021 overhandigde hij de geloofsbrieven aan president Chan Santokhi. Hij bleef aan tot 1 augustus 2023. en gaf zijn afscheidsfeest op 10 augustus 2023. Zijn opvolger is Walter Oostelbos.